# Luotoperä (ö i Norra Savolax, Inre Savolax)
Luotoperä är en ö i Finland.   Den ligger i kommunen Rautalampi i den ekonomiska regionen  Inre Savolax ekonomiska region  och landskapet Norra Savolax, i den centrala delen av landet, 300 km norr om huvudstaden Helsingfors. Luotoperä ligger i sjön Niinivesi.